# Genoa Cricket and Football Club 1901
Questa voce raccoglie le informazioni riguardanti il Genoa Cricket and Football Club nelle competizioni ufficiali della stagione 1901.

## Stagione
Henman e George Fawcus, quest'ultimo per tornare a un ruolo meramente presidenziale, lasciano il calcio giocato. Dalla Svizzera giungono Francesco Calì e Salvatore Calì, vengono ingaggiati gli italiani Alberto Delamare e Federico D'Amato e l'italo-tedesco Oscar Schöller.
Pur essendo in rosa Ernesto De Galleani non fu disponibile per la finale per malattia. 
In seguito all'assemblea generale dei soci del 26 gennaio 1901 viene deliberato, per 5 voti favorevoli contro quattro contrari, il cambiamento dei colori sociali, passati dal bianco-azzurro al granata-blu scuro.
Il Genoa giocherà solo la finale di campionato a Genova, venendo travolto dal Milan per 3-0.

## Divise
La maglia per le partite casalinghe presentava i colori attuali (anche se la dicitura ufficiale era rosso granato e blu) ma a differenza di oggi il blu era posizionato a destra e la maglia era una camicia.
La seconda maglia era la classica maglia bianca con le due strisce orizzontali rosso-blu sormontate dallo stemma cittadino.

## Organigramma societario
Area direttiva
- Presidente: George Fawcus

Area tecnica
- Allenatore: James Spensley

## Rosa
| N. |                        | Ruolo | Calciatore        |
| -- | ---------------------- | ----- | ----------------- |
|    | Italia (bandiera)      | P     | Aristide Parodi   |
|    | Inghilterra (bandiera) | P     | James Spensley    |
|    | Italia (bandiera)      | D     | Alberto Delamare  |
|    | Italia (bandiera)      | D     | Fausto Ghigliotti |
|    | Galles (bandiera)      | D     | Howard Passadoro  |
|    | Italia (bandiera)      | D     | Edoardo Pasteur   |
|    | Italia (bandiera)      | D     | Paolo Rossi       |
|    | Italia (bandiera)      | C     | Salvatore Calì    |

| N. |                        | Ruolo | Calciatore          |
| -- | ---------------------- | ----- | ------------------- |
|    | Italia (bandiera)      | C     | Oscar Schöller      |
|    | Inghilterra (bandiera) | A     | Joseph William Agar |
|    | Italia (bandiera)      | A     | Giovanni Bocciardo  |
|    | Italia (bandiera)      | A     | Francesco Calì      |
|    | Italia (bandiera)      | A     | Federico D'Amato    |
|    | Svizzera (bandiera)    | A     | Henri Dapples       |
|    | Italia (bandiera)      | A     | Enrico Pasteur      |
|    | Italia (bandiera)      |       | Strina              |

## Calciomercato
| Acquisti | Acquisti       | Acquisti       | Acquisti   |
| R.       | Nome           | da             | Modalità   |
| -------- | -------------- | -------------- | ---------- |
| A        | Francesco Calì | Urania Ginevra | definitivo |

| Cessioni | Cessioni     | Cessioni             | Cessioni      |
| R.       | Nome         | a                    | Modalità      |
| -------- | ------------ | -------------------- | ------------- |
| D        | George Blake | Anglo-Palermitan AFC | definitivo    |
| C        | Henman       |                      | fine carriera |

## Risultati

### Campionato Italiano di Football

#### Finale
| Arbitro: | Ghiglione (Genova) |

|  |           |                          |
|  | Marcatori | (aut.) ? Kilpin Negretti |

### Medaglia del Re

#### Finale
| Arbitro: | Weber (Torino) |

|   |           |   |
| ? | Marcatori | ? |

- La vittoria verrà assegnata per 2-0 a tavolino al Milan per la rinuncia del Genoa.

## Statistiche

### Statistiche di squadra
| Competizione                    | Punti | In casa | In casa | In casa | In casa | In casa | In casa | In trasferta | In trasferta | In trasferta | In trasferta | In trasferta | In trasferta | Totale | Totale | Totale | Totale | Totale | Totale | DR |
| Competizione                    | Punti | G       | V       | N       | P       | Gf      | Gs      | G            | V            | N            | P            | Gf           | Gs           | G      | V      | N      | P      | Gf     | Gs     | DR |
| ------------------------------- | ----- | ------- | ------- | ------- | ------- | ------- | ------- | ------------ | ------------ | ------------ | ------------ | ------------ | ------------ | ------ | ------ | ------ | ------ | ------ | ------ | -- |
| Campionato Italiano di Football | 0     | 1       | 0       | 0       | 1       | 0       | 3       | 0            | 0            | 0            | 0            | 0            | 0            | 1      | 0      | 0      | 1      | 0      | 3      | -3 |
| Medaglia del Re                 | -     | 0       | 0       | 0       | 0       | 0       | 0       | 1            | 0            | 1            | 0            | 1            | 1            | 1      | 0      | 1      | 0      | 1      | 1      | 0  |
| Totale                          | 0     | 1       | 0       | 0       | 1       | 0       | 3       | 1            | 0            | 1            | 0            | 1            | 1            | 2      | 0      | 1      | 1      | 1      | 4      | -3 |

### Statistiche dei giocatori
| Giocatore     | Campionato Italiano di Football | Campionato Italiano di Football |
| Giocatore     | Presenze                        | Reti                            |
| ------------- | ------------------------------- | ------------------------------- |
| J. W. Agar    | 1                               | 0                               |
| G. Bocciardo  | 1                               | 0                               |
| F. Calì I     | 1                               | 0                               |
| S. Calì II    | 0                               | 0                               |
| F. D'Amato    | 0                               | 0                               |
| H. Dapples    | 1                               | 0                               |
| A. Delamare   | 1                               | 0                               |
| F. Ghigliotti | 1                               | 0                               |
| A. Parodi     | 0                               | 0                               |
| H. Passadoro  | 1                               | 0                               |
| E. Pasteur I  | 1                               | 0                               |
| E. Pasteur II | 1                               | 0                               |
| P. Rossi      | 1                               | 0                               |
| O. Schöller   | 0                               | 0                               |
| J. Spensley   | 1                               | -3                              |